# Привиди (повість)
При́види — повість І. С. Тургенєва, задумана письменником в 1855 році, закінчена в 1863-му і опублікована в 1864.

## Історія створення
Припускається, що основою для повісті послужив сон, який наснився Тургенєву в 1849 році, про нього він розповів у листі до Поліни Віардо. Тургенєву приснилася біла фігура, яка назвала себе його братом «Анатолієм» (брата з таким ім'ям у нього не було); обидва вони перетворилися на птахів і літали над океаном. 
Повість була задумана Тургенєвим в 1855 році. Спочатку він хотів показати «ряд картин, ескізів, пейзажів» у формі прогулянки художника картинною галереєю. Потім був знайдений інший сюжетний прийом — польоти героя в часі і просторі за допомогою привидів. У жовтні 1861 р. Тургенєв склав план повісті. Висловлювалася думка, що Тургенєв створив три варіації тексту, які згодом вилилися в три самостійних твори: «Фауст», «Привиди» і «Досить». Вивчення рукописів показало, що це не відповідає дійсності. Влітку 1863-го він закінчив текст начорно і показав його декільком друзям: П. В. Анненкову, М. В. Щербаню. Повість була опублікована в березні 1864 в видаваному Ф. М. і М. М. Достоєвськими журналі «Епоха».

## Сюжет
Повість написана від першої особи. Місячної ночі головний герой нудиться від безсоння і йому являється привид білої жінки. Привид просить героя прийти до неї, і вони зустрічаються на узліссі біля старого дуба. Жінка каже: "Віддай мені. Я тобі зла не зроблю. Скажи тільки два слова: візьми мене". Герой погоджується, і привид забирає його високо в небо. Привид відмовляється пояснити, хто вона така. З'ясовується тільки, що за життя вона була одружена (у неї на пальці каблучка) і що звуть її Елліс. Вона описана як «жінка з маленьким неросійським обличчям. Сіро-білувате, напівпрозоре, з ледь зазначеними тінями, воно нагадувало фігуру на алебастрі, зсередини освітлену вазу».
Елліс переносить героя в різні точки простору (острів Уайт, Париж, Шварцвальд, Росія) і часу — показує йому Юлія Цезаря і Степана Разіна. Зрештою перед Елліс і оповідачем постає «щось важке, похмуре, жовчно-чорне, строкате, як черево ящірки, — не хмара і не дим». Герой усвідомлює, що це сама смерть. Елліс і її супутник падають на землю. Герой опам'ятовується, лежачи на землі. Поруч із ним лежить молода жінка в білій сукні, яка виглядає живою. «Елліс? чи це ти?» — запитує герой. Жінка палко обіймає його і зникає. Герой залишається в подиві: хто була Елліс — «привид, мандрівна душа, злий дух, Сильфіда, вампір, нарешті?». Здоров'я оповідача погіршується, він підозрює, що його смерть близька.
У первинному варіанті повісті Тургенєв ясно дав зрозуміти, що Елліс — вампірка:
|  | «- ... І я знов-таки повторюю: як можеш ти, без тіла, без крові, любити мене? - У тебе є кров, - промовила моя супутниця і мені здалося, що вона посміхнулася. Серце в мені тьохнуло. Розповіді про упирів, про вампірів прийшли мені на думку. "Невже я у владі подібної істоти? .." ». |

Однак згодом Тургенєв, мабуть, за порадою Достоєвського, викинув це пояснення; в листі від 23 грудня 1863 Достоєвський писав Тургенєву, що згадка про «упиря» робить повість менш фантастичною.

## Оцінки і критика
Деякі читачі вбачали в історії Елліс алегоричний сенс. Так, Анненков писав Тургенєву, прочитавши повість: «… ця літаюча Елліс, — що вона? Тут криється якась алегорія, — але ця алегорія залишається нерозгаданою і виробляє те, що враження цілого зводиться не те на дисонанс, не те на недозволений акорд якогось смутного тону. Очевидно, що ця алегорія чогось внутрішнього, особистого, тяжкого, глухого і недозволеного». Деякі критики вважали Елліс символом музи поета; поступова «матеріалізація» Елліс в повісті відображає те, як автор жертвує своїм реальним життям на користь літератури. Сам Тургенєв недвозначно говорив у листі до Анненкова: «Тут немає ніякої алегорії, я так само сам мало розумію Елліс, як і ти. Це ряд якихось душевних dissolving views — викликаних перехідним і дійсно важким і темним станом мого Я». Достоєвський вважав появу цієї повісті позитивним явищем в епоху утилітарної і моралізуючої літератури:
|  | «Що ж до нерозуміючих, то ж невже дивитися на них? Ви не повірите, як вони самі-то дивляться на літературу. Обмежена утилітарність - ось все, що вони вимагають. Напишіть їм саме поетичний твір; вони його відкладуть і візьмуть те, де описано, що когось січуть. Поетична правда вважається дичиною. Треба тільки одне копіювали з дійсного факту. Проза у нас страшна ... Здорова частина суспільства, яка прокидається, жадає сміливої витівки від мистецтва. А Ваші "Привиди" досить смілива витівка, і чудовий буде приклад (для всіх нас), якщо Ви, перший, наважитеся на таку витівку. Форма "Привидів" всіх здивує. А реальна їх сторона дасть вихід всякому подиву ... Але тут головне - зрозуміти цю реальну сторону. По-моєму, в "Примарах" занадто багато реального. Це реальне - є туга розвиненого і котра усвідомлює істоту, що живе в наш час, вловлена туга. Цією тугою наповнені всі "Привиди". Це "струна дзвенить у тумані", і добре робить, що дзвенить». |

Згодом Достоєвський, багато в чому переглянувши своє ставлення до Тургенєва, створив у «Бісах» глумливу пародію на «Привидів»: у нарисі, який його герой, письменник Кармазін, читає на літературному вечорі, повторюються багато мотивів повісті (римський імператор, у Достоєвського — «Анк Марцій», Німеччина тощо). Тургенєв був розчарований холодним прийомом, який преса зробила його повісті; він писав Анненкову: «За всіма известиям, „Привиди“ зазнали загальне фіаско. А все-таки мені здається, непоганий чоловік був небіжчик». На думку В. Н. Топорова, повість автобіографічна, і образ жінки з рисами птиці і вампіра навіяний Поліною Віардо: «При всій обережності і допущенні інших можливих тлумачень цієї історії, розказаної в „Примарах“ … можна вважати, що перед нами тут чи не більш точний і повний опис ситуації Тургенєва, одержимого любов'ю, ціна якої — життя».
Повість Тургенєва нерідко включається до антології та збірники фантастичних оповідань і повістей у жанрі «хорор», в тому числі «Бібліотека російської фантастики», «Російська готична проза» та інші.